# Tygrys szablozębny

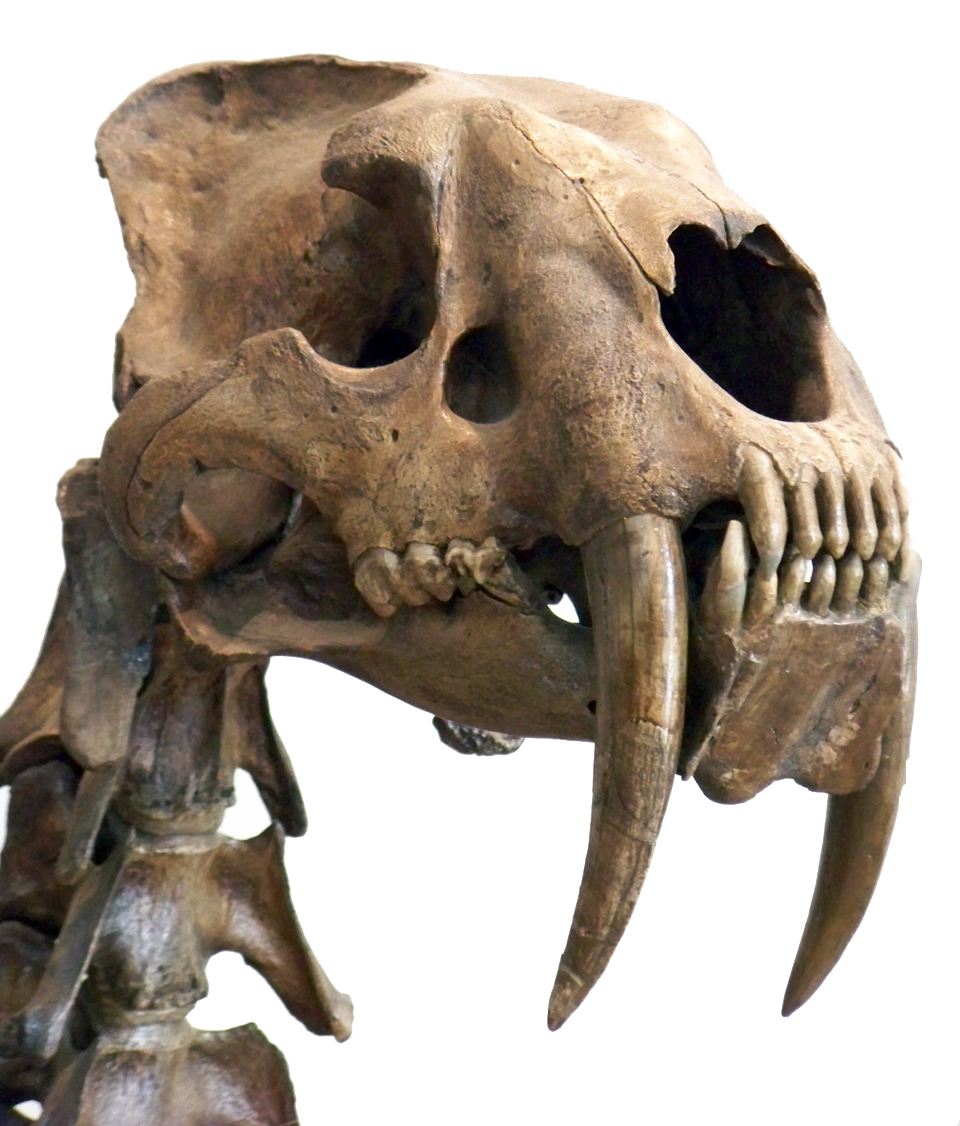
Czaszka jednego z rodzajów tygrysów szablozębnych – smilodona

Tygrys szablozębny, tygrys szablastozębny, tygrys szablasty, kot szablozębny (smilodon) – ogólna nazwa wymarłych, kenozoicznych dużych drapieżników z rodziny kotowatych, charakteryzujących się bardzo dużymi kłami w szczęce, wystającymi na zewnątrz nawet przy zamkniętym pysku. Niektórzy autorzy nazwą tą określają także duże, drapieżne, wymarłe torbacze (rząd Sparassodonta) o sylwetce i uzębieniu podobnym do kotowatych tygrysów szablozębnych (przykład konwergencji).
W polskojęzycznej literaturze naukowej grupę tę utożsamiano tylko z podrodziną Machairodontinae lub obejmowano nią także torbacze Sparassodonta.
Wyobrażenia tygrysów szablozębnych są obecne w kulturze masowej, np. tygrys taki był jedną z głównych postaci serii filmów animowanych Epoka lodowcowa.

## Opis
Drapieżnik ten miał krótki ogon, mocne kończyny i wielką głowę. Osiągał wzrost zbliżony do dzisiejszych lwów, lecz największe osobniki były o wiele większe. Kąt rozwarcia szczęk tygrysa szablozębnego wynosił 120 stopni, a przystosowane do rozdzierania kły szczękowe były największe wśród wszystkich przedstawicieli rodziny kotowatych – średnio miały one wielkość około 17 centymetrów, natomiast u największego gatunku aż 28 centymetrów. Jednak z powodu słabych mięśni szczęk siła zgryzu tygrysa szablozębnego była mniej więcej trzy razy słabsza niż u lwa. Kły żuchwowe były o wiele krótsze od szczękowych.
Zwierzę miało też mocny kark i silne łapy, zwłaszcza tylne, krótsze od przednich. Mogło chować pazury. Prawdopodobnie tygrys szablozębny nie był dobrym biegaczem, ponieważ budowa ciała zapewniała mu siłę, ale nie szybkość.

## Tryb życia
Nic nie wiadomo na temat zachowań społecznych tygrysa szablozębnego. Najprawdopodobniej był on zwierzęciem stadnym, na co wskazuje odnajdywanie szczątków wielu osobników w jednym miejscu. Zaleczone złamania na niektórych kościach pozwalają przypuszczać, że ranne osobniki były nie tylko tolerowane, ale również karmione przez resztę grupy. Znalezione kości gnykowe wskazują na zdolność wydawania ryków podobnych do tych, jakimi porozumiewają się dzisiejsze zwierzęta kotowate.

## Pożywienie
W Ameryce Północnej najprawdopodobniej ich pożywieniem były zwierzęta koniowate, bizony, wielbłądy, jelenie oraz być może niektóre trąbowce (jak mamuty i mastodonty) i wielkie leniwce naziemne. Natomiast w Ameryce Południowej  tygrysy szablozębne polowały na konie, lamy, szczerbaki oraz ostatnich przedstawicieli litopternów i notoungulatów.